# Pontusi juhar
A pontusi juhar (Acer cappadocicum) a szappanfavirágúak (Sapindales) rendjébe és a szappanfafélék (Sapindaceae) családjába tartozó faj.
Tibetben a fa törzséből kivájt darabokból ivópoharakat készítenek.

## Előfordulása
Délnyugat-Ázsiától Nyugat-Kínáig fordul elő. Három változata (melyeket néhol alfajként kezelnek) ismert:
- Acer cappadocicum var. cappadocicum – Törökország, Kaukázus, Észak-Irán.
- Acer cappadocicum var. indicum (Pax) Rehd. (syn. var. cultratum (Wall.) Bean) – Himalája.
- Acer cappadocicum var. sinicum Rehd. – Délnyugat-Kína.

## Alfajai
- Acer cappadocicum divergens (Pax) A.E.Murray
- Acer cappadocicum lobelii (Ten.) A.E.Murray

## Megjelenése
Terebélyes, 20-25 méter magas lombhullató fa. Kérge szürke, sima. Levelei tenyeresen osztottak, 5-7 karéjúak, 10 cm hosszúak, 15 cm szélesek. Szíves vállúak, karéjaik kihegyesedők, ép szélűek. Élénkzöld felszínük kopasz, fonákjukon az érzugokban szőrcsomok vannak. Levélnyelük tejnedvet ereszt. A lomb ősszel világossárgára színeződik. Virágai aprók, sárgászöldek, felálló fürtökben a levelekkel egy időben tavasz végén jelennek meg. A termés csaknem egy vonalban álló termésszárnyakkal rendelkező 4 cm-es ikerlependékek. Az 'Aureum' fajtája sárga lombú, amely a nyár végére megzöldül.

## Képek

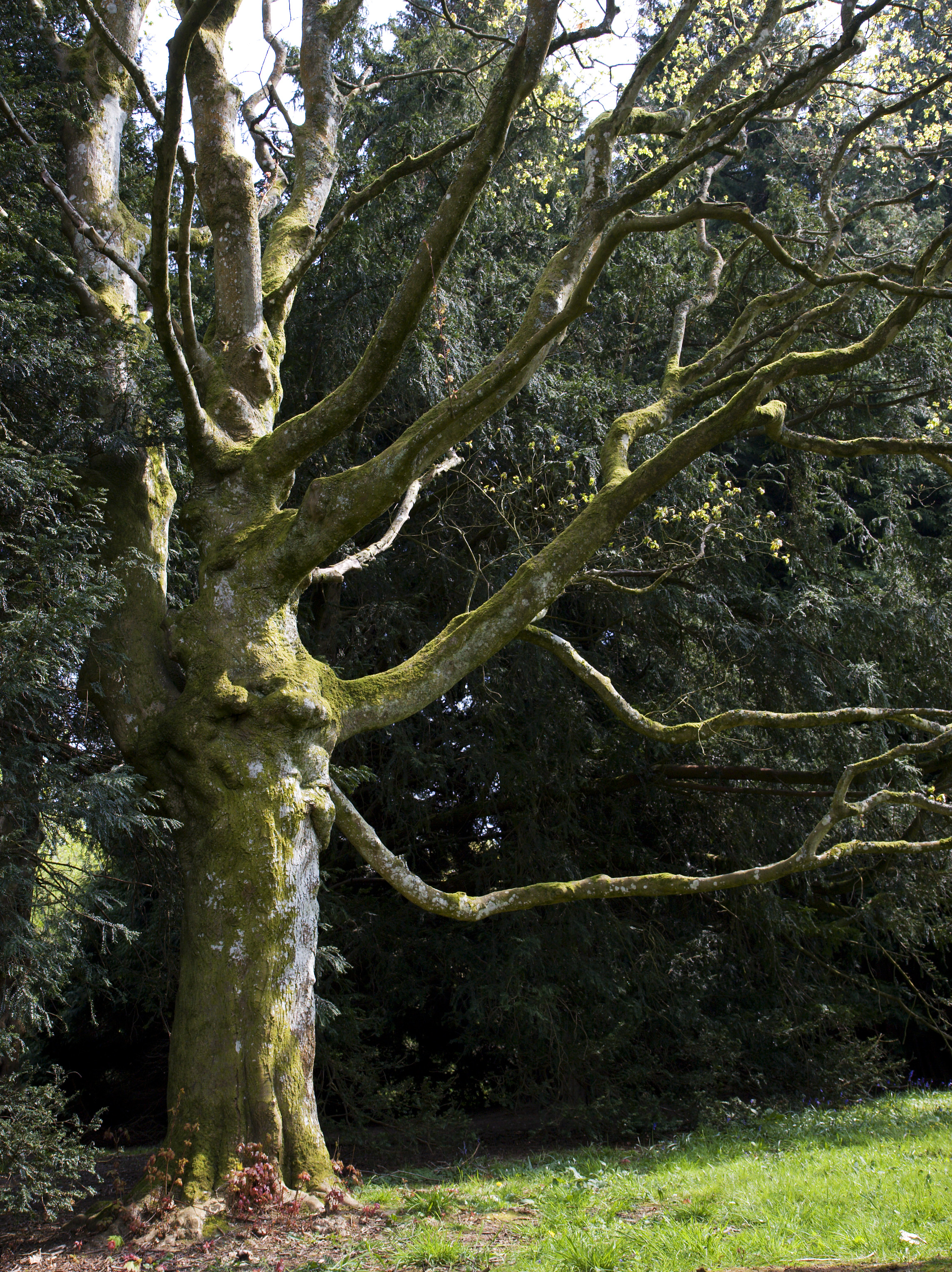
Törzse
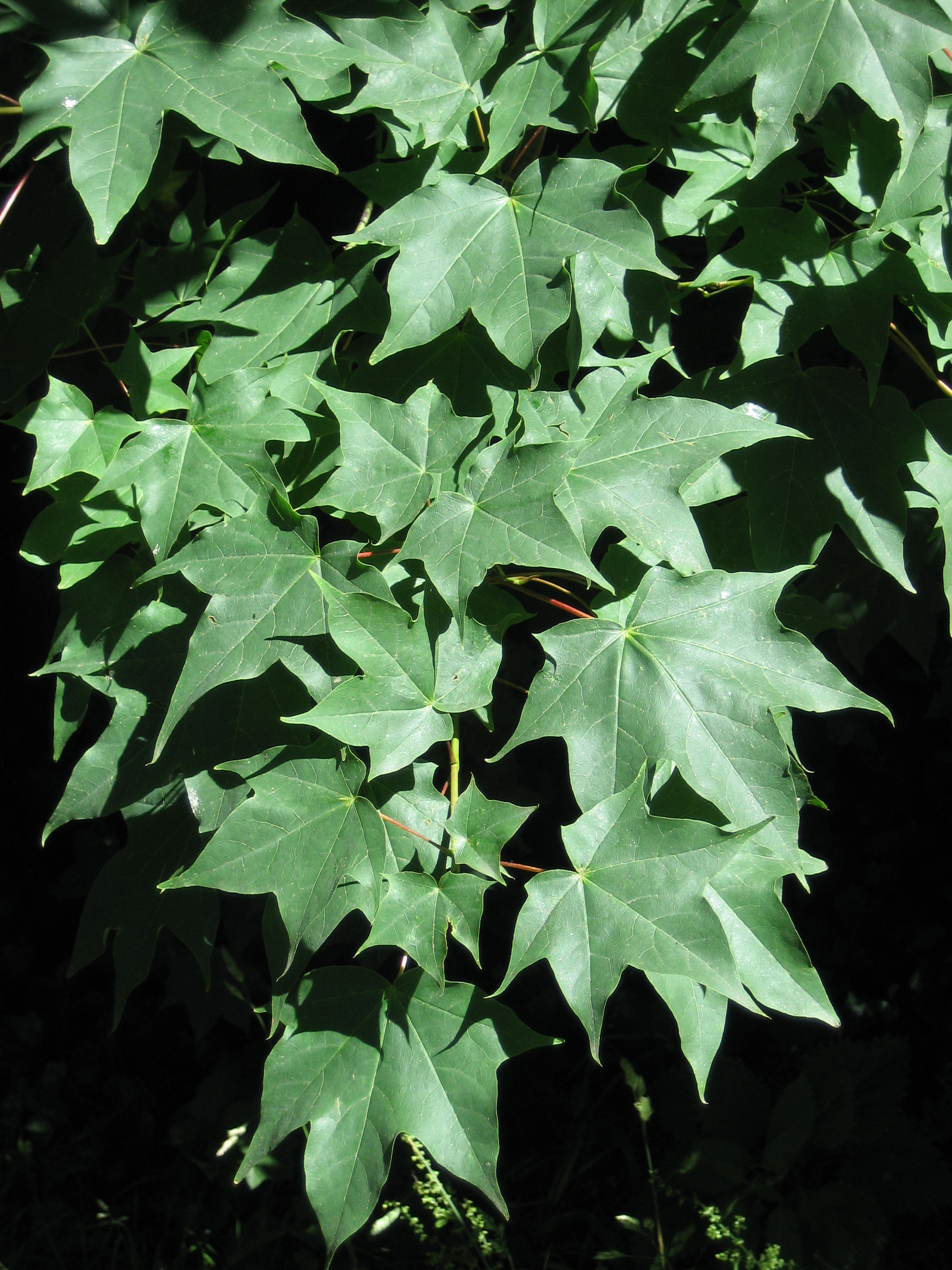
Levelei